# Donato Ogliari
Donato Ogliari (Erba, 10 de diciembre de 1956) es un prelado católico italiano que se ha desempeñado como abad del monasterio benedictino de San Pablo Extramuros desde junio de 2022. Anteriormente se desempeñó como abad de Montecassino de 2014 a 2022, y ha sido miembro del Dicasterio para los Obispos desde 2022.

## Biografía

### Primeros años de vida
Nació en Erba, Lombardía, Italia, el 10 de diciembre de 1956 y se crio en Asso. Según una entrevista en TV2000, desde los cuatro o cinco años tenía inclinación hacia el sacerdocio. Siendo escolar en Asso, conoció a un sacerdote de los Misioneros de la Consolata, quien lo invitó a unirse a la comunidad. Luego entró en esa comunidad cuando era joven y comenzó su formación sacerdotal. Durante su noviciado con las Consolatas, conoció a un monje que acompañaba a su clase en un retiro espiritual, lo que lo impulsó a pensar en la vida contemplativa. Continuó estudiando filosofía durante dos años en Turín y teología durante tres años en Londres, obteniendo una maestría en estudios religiosos y su licenciatura en Teología Sagrada. El 3 de septiembre de 1978 hizo su primera profesión como miembro de los Misioneros de la Consolata, y fue ordenado sacerdote el 3 de julio de 1982. Celebró su primera misa en Asso, donde aún vive su familia.

### Ministerio sacerdotal
Después de su ordenación, sirvió como vicerrector del seminario menor de Bevera di Castello Brianza y luego obtuvo su licenciatura en Sagrada Teología y doctorado en Sagrada Teología en la Universidad Católica de Lovaina. En 1987, dejando los Misioneros de la Consolata, entró en el monasterio benedictino de la Abadía de Praglia en Padua. En 1988, sirvió como traductor para los angloparlantes en el Capítulo General Benedictino de ese año. Dos años más tarde se trasladó a la Abadía de la Madonna della Scala en Noci, Bari. En 1992 emitió los votos solemnes y posteriormente fue editor de la revista «La Scala» de 1990 a 2014, maestro de novicios de 1993 a 1999 y prior administrador de 2004 a 2006. En 2006, fue elegido abad de Madonna Della Scala y bendecido como abad el 7 de octubre del mismo año. Desempeñó diversos cargos administrativos tanto para la Congregación Subiaco Cassinese como vicepresidente de la Conferencia Monástica Italiana desde 2008.
El 23 de octubre de 2014, el papa Francisco lo nombró abad territorial de la Abadía territorial de Montecasino, limitando al mismo tiempo su territorio al propio monasterio. Fue instalado como abad por el cardenal Marc Ouellet en noviembre del mismo año en la Catedral de Santa María Assunta, convirtiéndose en el 192.º abad de Montecassino. En 2015, la Conferencia Episcopal Italiana lo nombró miembro de su Comisión de Liturgia. En 2018, se anunció que iba a bendecir un monumento a los soldados fallecidos en conmemoración de la Batalla de Montecassino, que incluía un paracaídas en un aparente homenaje a las tropas Fallschirmjäger de la 1.ª División de Paracaidistas que murieron durante la batalla. Negó haber recibido tal invitación y afirmó que no asistiría al evento, que finalmente fue cancelado debido a la controversia.
En junio de 2022, el Papa Francisco nombró a Ogliari abad de San Pablo Extramuros, y en julio del mismo año fue nombrado miembro del Dicasterio para los Obispos junto a dos mujeres, las primeras en servir en dicho dicasterio. Fue seleccionado como uno de los dos oradores de la Congregación General de Cardenales para el cónclave de 2025 junto con Raniero Cantalamessa. Habló el lunes 28 de abril y reflexionó sobre las necesidades de la Iglesia en relación con el próximo cónclave, así como sobre la importancia de la sinodalidad. Habla con fluidez inglés, flamenco y su lengua materna, el italiano. También escribe sobre temas espirituales y teológicos, habiendo publicado numerosos artículos y libros.